# Приморлаг (1947—1953)
Приморла́г (Примо́рский исправи́тельно-трудово́й ла́герь) — подразделение, действовавшее в системе исправительно-трудовых учреждений СССР.

## История
Приморлаг был создан в 1947 году, а в 1949 году был реформирован в Приморское лагерное отделение. Управление Приморлага располагалось в городе Хабаровске. В оперативном командовании он подчинялся Специальному главному управлению Главспеццветмета (СГУ) при Управлении исправительно-трудовых лагерей и колоний Управления внутренних дел Хабаровского края. После реформирования правоохранительной системы СССР вошёл в состав Главного управления исправительно-трудовых лагерей (ГУЛАГ) Министерства юстиции.
Максимальное единовременное количество заключённых могло составлять более 1500 человек.
Приморлаг прекратил своё существование в 1953 году.

## Производство
Основным видом производственной деятельности заключённых были золотодобыча, лесозаготовки и строительные работы.